# Geißgraben (Schuhlochbach)
Der Geißgraben ist ein gut ein Kilometer langer Bach des Südschwarzwaldes, der am Nordhang des Gleichen entspringt und unterhalb von Riedichen im baden-württembergischen Landkreis Lörrach von links und Südosten in den Schuhlochbach mündet.

## Name
Auf der amtlichen Gewässerkarte findet sich neben Geißgraben auch die Bezeichnung Geisgraben, der Zinken bei dem der Bach entspringt wiederum heißt Gaisbühl. Das Tal des Geißgrabens heißt ebenfalls Geißgraben.

## Geographie

### Verlauf
Der Geißgraben entspringt oberhalb des Zinkens Gaisbühl im Schwatternwald am Nordhang des Gleichen auf etwa 810 m ü. NHN und fließt weitgehend in nördlicher Richtung den Geißgraben hinab bis zur Mündung in den Schuhlochbach auf 560,6 m ü. NHN. Im oberen Teil seines Laufes fließt er in offener Wiesenaue, den restlichen und größten Teil durch Waldgebiet.
Der etwa 1,2 km lange Lauf des Geißgrabens endet ungefähr 250 Höhenmeter unterhalb seiner Quelle, er hat somit ein mittleres Sohlgefälle von etwa 21 %.

### Einzugsgebiet
Das naturräumlich zum Südschwarzwald gehörende Einzugsgebiet ist etwa 0,9 km² groß und liegt zu über 90 % im Stadtgebiet von Zell im Wiesental, der übrige Anteil ganz im Süden gehört zum Gemeindegebiet von Schopfheim. Die höchsten Punkte des Einzugsgebiets liegen auf dem Gipfel der Hohen Möhr auf 988,8 m ü. NHN im Teileinzugsgebiet eines namenlosen Hangwaldzuflusses und auf dem Gleichen auf 958,7 m ü. NHN in dem des Geißgrabens selbst.
Die Einzugsgebiete der folgenden Nachbargewässer grenzen an:
- Im Norden und Osten konkurriert der Schuhlochbach bzw. sein Oberlauf Hirzenbach;
- der Abfluss jenseits der südlichen Wasserscheide gelangt über den Kohlbach und Schammernbach in die Hasel und von dort in die Wehra, einem Zufluss des Rheins oberhalb der Wiese;
- im Südwesten der Rießbach und seine Nebenflüsse Krebsbach und Mäusegraben, der weiter flussabwärts in die Wiese mündet;
- im Westen grenzt das Einzugsgebiet des Nesselgrabens an, der unterhalb des Freigrabens in die Wiese mündet;
- im Nordwesten konkurriert der Freigraben, der unmittelbar nach dem Schuhlochbach in die Wiese mündet.

### Zuflüsse
Liste der Zuflüsse von der Quelle zur Mündung (abgefragt oder abgemessen auf der amtlichen Gewässerkarte).
- (Namenloser Hangwaldzufluss) von links und Südwesten, Länge ca. 380 m, mündet auf etwa 750 m ü. NHN, entspringt auf etwa 855 m ü. NHN am Nordosthang der Hohen Möhr;
- (Namenloser Hangwaldzufluss) von links und Südwesten, Länge ca. 270 m, mündet auf etwa 650 m ü. NHN, entspringt auf etwa 760 m ü. NHN;
- (Namenloser Hangwaldzufluss) von links und Westen, Länge ca. 170 m, mündet auf etwa 645 m ü. NHN, entspringt auf etwa 712 m ü. NHN;

### Flusssystem Wiese
- Fließgewässer im Flusssystem Wiese